# フィロザバード鉄道事故
フィロザバード鉄道事故（フィロザバードてつどうじこ）とは、1995年8月20日にインド・ウッタル・プラデーシュ州フィロザバード付近で発生した鉄道事故である。事故現場はインド北部鉄道のデリー – カーンプル間であった。

## 事故の経過
2時55分（現地時間、IST）に旅客列車が牛と衝突して停車していた列車に衝突した。この事故で358人が死亡した（なおいくつかの出典は400人以上が死亡したと推定している）。両列車はインドの首都・デリーに向かっていた。先行列車のカーンプル発の"カリンディ・エクスプレス"は牛と衝突しブレーキが破損したため走行できなかった。その後停車中のカリンディ・エクスプレスにプリー発のプルショッタム・エクスプレスが70kmphで追突した。カーンプル発の列車の客車3両が破壊され、プリー発の列車の機関車と前方の2両の客車が脱線した。事故発生時、両列車に乗っていた2200人の乗客は就寝していた。